# 伊利铁路

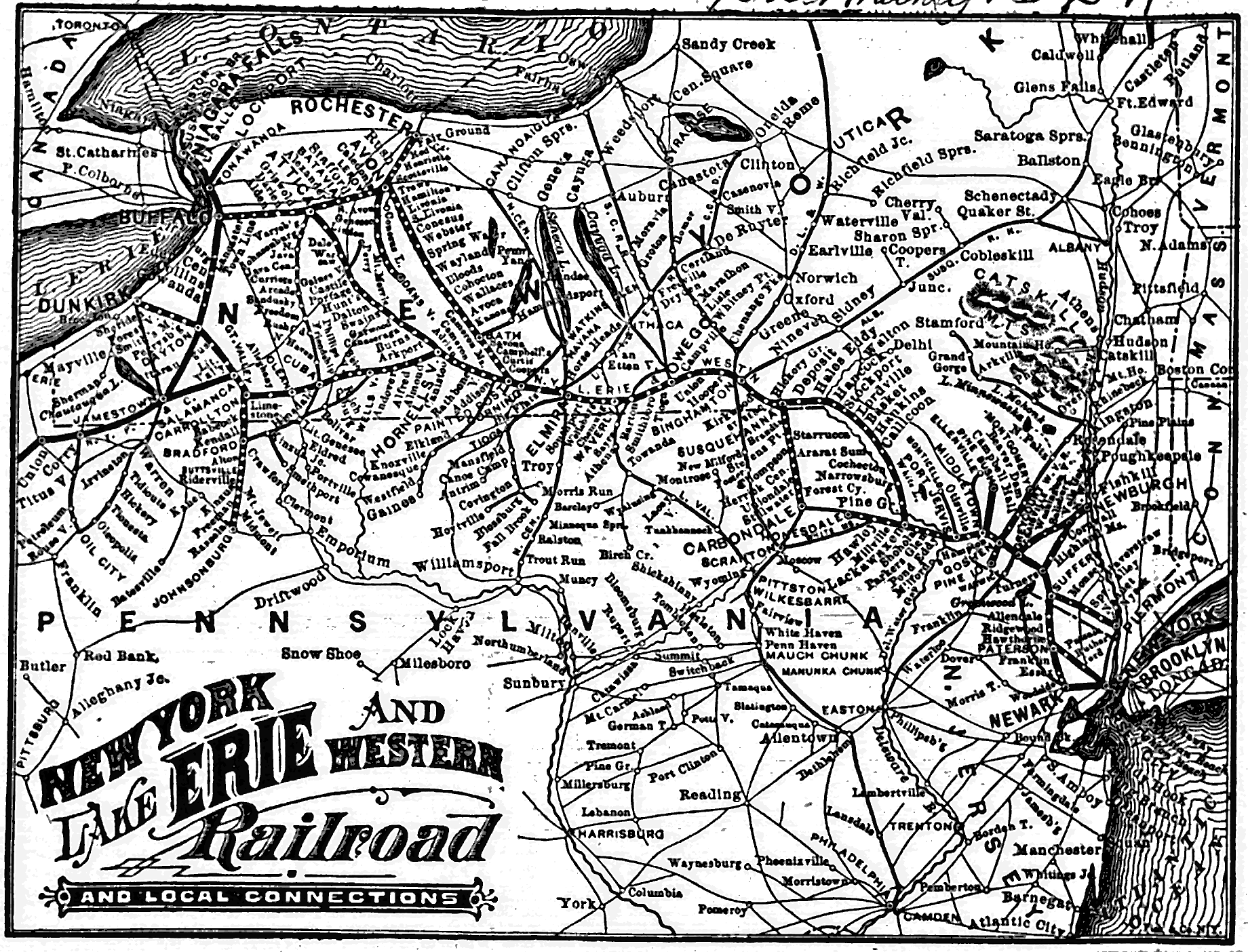
1884年伊利鐵路路線圖

伊利鐵路（Erie Railroad），是19世纪美国中西部到纽约市的陆路运输的主要铁路之一（另外两条为纽约中央铁路、宾夕法尼亚铁路）。

## 背景
伊利铁路始建于1832年，是连接纽约港和五大湖区的铁路线。历时19年最终建成，起始站在泽西市，终点站在伊利湖畔的敦克爾克。
由于偏离最初的设计，还有很多不利因素，这条铁路自建成就一直事故频繁，盈利不多。仅1852年一年，就发生了超过30起大的交通事故。1859年开始，华尔街的金融家科尼利厄斯·范德比尔特、丹尼尔·德鲁、吉姆·菲斯克、杰伊·古尔德等人围绕伊利铁路的控制权展开争夺战，导致该公司股票价格非正常波动，使很多投资者陷入混乱，伊利之战也成为华尔街有名的股票市场大战。